# Śląsk Świętochłowice
El Śląsk Świętochłowice es un equipo de fútbol de Polonia que juega en la IV Liga de Polonia, la quinta división nacional.

## Historia
La reunión de fundación del club fue iniciada por el Comisariado del Plebiscito de Polonia, que tuvo lugar el 20 de febrero de 1920. En la sala Pawlas en la calle Wyzwolenia en Świętochłowice donde se reunieron 40 personas y se eligió al primer presidente, quien fue Stefan Szafranek. El Śląsk Świętochłowice jugó su primer partido el 21 de marzo de 1920, venciendo a Polonia Bytom por 2-1. El equipo ganador estuvo compuesto por Jan Zejman, Walenty Szołtysek, Bronisław Kluba, Henryk Woźnica, Franciszek Hajduk, Józef Hajduk, Ryszard Nowak, Jerzy Nowrotek, Zygfryd Majer, Antoni Szmagoń y Rudolf Woźnica.
Después de que se estableciera la administración polaca, a las filas de Silesia se unieron los jugadores del club alemán SV 1913, que también incluía a polacos. El cronista del club, describiendo la caída del SV 1913, el predecesor de Silesia siete años mayor, escribió: (El club, cada vez menos popular, perdió la posibilidad de una mayor existencia). En el período inicial el Slask tuvo grandes problemas con la cancha. El primer campo estaba situado en el recinto vegetal, frente al Jordan Garden, pero por su ubicación no era apto para disputar partidos serios; la pelota caía en el cercano arroyo Rawa, en un montón o en un jardín. Por ello, se comenzó la construcción de un nuevo campo en el Szybie Oskara, en los jardines de adjudicación de hoy. Debido a los daños hechos por la minería el campo tuvo que cerrarse más tarde, por lo que el Slask se vio obligado a jugar partidos por una tarifa en el campo perteneciente a la Asociación Católica de la Juventud Polaca en la Iglesia de San Petersburgo. Pedro y Pablo en Świętochłowice.
La primera promoción de los habitantes de Świętochłowice a la Ekstraklasa en 1928 les causó muchos problemas económicos. El club corría por su cuenta, los ingresos de los partidos eran suficientes para las entradas de ida y vuelta de los invitados y para pagar a la delegación de árbitros, pero faltaban para los partidos de liga fuera de casa en Varsovia, Lviv, Toruń o Poznań. Después de un año, el equipo de Świętochłowice cayó de la liga superior para volver a ella en 1935. La situación de Silesia era mucho mejor entonces que en la década de 1920. El club estaba presidido por el director del Hospital de la Ciudad, Dr. Antoni Wojcieszyn. En ese momento se construyó otro campo del club, que sobrevivió hasta la época de la posguerra, donde entonces se ubicaba el departamento de chapa relacionado con la acería Florian. También fue entonces cuando aparecieron en el equipo los primeros jugadores de fuera de Świętochłowice: Mieczysław Wysocki de Śmigły Wilno, Hubert Smol de HKS Szopienice, Erwin Pogodzik de KS Radlin y Michalski de Rymer Niedobczyce. Fue entonces cuando el Slask registró el mejor resultado en la historia del club, terminando los primeros partidos de liga en el quinto lugar.
El año siguiente trajo una serie de honores, de los cuales vale la pena mencionar el viaje de Hubert Gad a los Juegos Olímpicos de Berlín de 1936. Tres años más tarde, otros dos jugadores del Slask, Ewald Cebula y Zygmunt Kulawik, debutaron en la selección nacional.
En el verano de 1939 el Slask lideró el grupo final de cuatro equipos que lucharon por dos bonos en la Ekstraklasa, pero los juegos fueron interrumpidos por la Segunda Guerra Mundial. En Świętochłowice los alemanes crearon su propio club, el TuS Schwientochlowitz, en el que jugaban casi todos los jugadores del Slask de antes de la guerra, así como el portero del Ruch Chorzów Walter Brom. Los jugadores con el tiempo comenzaron a encontrar su camino hacia el ejército alemán.
Después de la guerra el Slask se reactivó, pero a pesar de la ambición y dedicación de sus activistas, no logró remitir a las tradiciones de antes de la guerra.

## Palmarés
- Campeonato de Alta Silesia: 4

1927, 1934, 1938, 1939
- Copa de Silesia: 1

2018